# Feliks Wysocki
Feliks Wysocki (ur. 1949 w Murzynowie Leśnym) – polski ekonomista związany z rolnictwem.

## Życiorys
Pochodził z rodziny nauczycielskiej. Uczył się w Technikum Łączności w Poznaniu (matura w 1968). Od 1968 do 1973 studiował na Wyższej Szkole Ekonomicznej w Poznaniu (Wydział Ekonomiki Produkcji). W 1980 był na stażu w Institut Nationale Agronomique (Paryż). Doktoryzował się w 1981 (rozprawa: Optymalizacja procesu przemieszczania buraków cukrowych ze strefy surowcowej do cukrowni). Od 1989 do 1990 konsultował się z naukowcami z Akademii Rolniczej w Moskwie co do rozpoznawania typów struktur gospodarczych w rolnictwie. W 1998 habilitował się na podstawie wcześniejszego dorobku oraz pracy Metody statystycznej analizy wielowymiarowej w rozpoznawaniu typów struktury przestrzennej rolnictwa. W 2000 został profesorem nadzwyczajnym, a w sierpniu 2011 otrzymał tytuł profesora nauk ekonomicznych. 
Od 1973 związany był z obecnym Uniwersytetem Przyrodniczym w Poznaniu. Od 1994 do 1997 był kierownikiem Zakładu Zarządzania, a od 1997 kierownikiem Zakładu Ekonometrii, Finansów i Rachunkowości. Od 2007 łączył dwa stanowiska: kierownika Katedry Finansów i Rachunkowości oraz Zakładu Metod Ilościowych i Finansów w tej katedrze. Był też dziekanem do spraw dydaktyki i prodziekanem do spraw studiów (2007-2012). 

## Dorobek
Opublikował 233 pozycje (w tym 163 oryginalne prace twórcze), jedenaście monografii i pięć podręczników. Był promotorem dziewięciu prac doktorskich. Recenzował rozprawy doktorskie dla SGGW w Warszawie, Uniwersytetu Ekonomicznego we Wrocławiu i Akademii Rolniczej w Krakowie. Od 2007 był skarbnikiem Stowarzyszenia Ekonomistów Rolnictwa i Agrobiznesu. 

## Zainteresowania
Główne zainteresowania to:
- metody optymalizacji kampanii cukrowniczych,
- efektywność gospodarowania rolnictwa indywidualnego,
- zastosowanie metod taksonomicznych w analizach typologicznych,
- zróżnicowania regionalne gospodarki wiejskiej,
- strategie rozwoju regionalnego obszarów wiejskich,
- badania popytu konsumpcyjnego,
- badania aktywności ekonomicznej ludności wiejskiej,
- prognozowanie i programowanie rozwoju wiejskiego zaplecza technicznego[1].

Istotne prace to m.in.:
- Metody taksonomiczne w rozpoznawaniu typów ekonomicznych rolnictwa i obszarów wiejskich,
- Strategia rozwoju województwa wielkopolskiego,
- Strategia rozwoju rolnictwa i obszarów wiejskich w Wielkopolsce[1].